# Andesmar Líneas Aéreas
Andesmar Líneas Aéreas era una aerolínea que pertenecía a la empresa de transporte automotor Andesmar SRL. Con base en Mendoza, fue autorizada a prestar servicios de transporte aéreo no regular y regular de pasajeros, carga y correo. 
Inició sus operaciones en 1996 volando a destinos del norte y centro de Argentina.
En temporada unía también Buenos Aires con Mar del Plata, Miramar y Villa Gesell. En 1998 cesó sus operaciones. 

## Flota
2 SAAB 340.